# Озерне (Калузька область)
Озерне (рос. Озерное) — присілок в Мединському районі Калузької області Російської Федерації.
Населення становить 50 осіб. Входить до складу муніципального утворення Село Кременське.

## Історія
Від 2004 року входить до складу муніципального утворення Село Кременське.

## Населення
1. Н/Д[2]